# Jacopo Sandron
Jacopo Sandron (Torino, 1º maggio 1998) è un lottatore italiano, specializzato nella lotta greco-romana.

## Biografia
Ai campionati europei di Kaspijsk 2018 ha vinto la medaglia di bronzo nella categoria dei pesi piuma, battendo nella finale dei ripescaggi il lottatore bielorusso Maksim Kazharski, con il punteggio di 8-1,, dopo aver affrontato con successo il bulgaro Avgustin Spasov agli ottavi e l'ucraino Andriy Martynyuk ai quarti ed essere stato eliminato dal tabellone principale dall'azero Murad Məmmədov.
Agli  europei di Bucarest 2019 è stato estromesso dal torneo dal turco Kerem Kamal, dopo aver sconfitto lo spagnolo Albert Baghumyan ai sedicesimi e il tedesco Etienne Kinsinger agli ottavi. Ai mondiali di Nur-Sultan 2019 è stato eliminiato agli ottavi di finale da Ivan Lizatović. Ha fatto parte delle spedizioni dell'Italia ai II Giochi europei di Minsk, in cui ha perso ai sedicesimi dal georgiano Dato Chkhartishvili, e ai Giochi mondiali militari di Wuhan 2019, in cui si è classificato dodicesimo.
Alla Coppa del mondo individuale di Belgrado 2020, evento che ha sostituito i campionati mondiali, cancellati a causa dell'emergenza sanitaria causata dalla Pandemia di COVID-19, ha superato il marocchino Fouad Fajari agli ottavi ed è stato eliminato del turco Ahmet Uyar agli ottavi.

## Palmarès
| Anno | Manifestazione           | Sede        | Evento | Risultato | Note |
| ---- | ------------------------ | ----------- | ------ | --------- | ---- |
| 2013 | Europei cadetti          | Antivari    | 50 kg  | 11º       |      |
| 2013 | Mondiali cadetti         | Zrenjanin   | 50 kg  | 10º       |      |
| 2014 | Europei cadetti          | Samokov     | 54 kg  | 17º       |      |
| 2014 | Mondiali cadetti         | Snina       | 54 kg  | 16º       |      |
| 2015 | Europei cadetti          | Subotica    | 54 kg  | 5º        |      |
| 2015 | Mondiali cadetti         | Sarajevo    | 54 kg  | 21º       |      |
| 2016 | Europei junior           | Bucarest    | 55 kg  | 12º       |      |
| 2016 | Mondiali junior          | Mâcon       | 55 kg  | 5º        |      |
| 2017 | Europei U23              | Szombathely | 59 kg  | 12º       |      |
| 2017 | Mondiali junior          | Tampere     | 60 kg  | 27º       |      |
| 2018 | Europei                  | Kaspijsk    | 60 kg  | Bronzo    |      |
| 2018 | Europei U23              | Istanbul    | 60 kg  | 8º        |      |
| 2018 | Europei junior           | Roma        | 60 kg  | Bronzo    |      |
| 2018 | Mondiali junior          | Trnava      | 60 kg  | 15º       |      |
| 2018 | Mondiali U23             | Bucarest    | 60 kg  | 19º       |      |
| 2019 | Europei                  | Bucarest    | 60 kg  | 7º        |      |
| 2019 | Giochi europei           | Minsk       | 60 kg  | 16º       |      |
| 2019 | Mondiali                 | Nur-Sultan  | 60 kg  | 20º       |      |
| 2019 | Giochi mondiali militari | Wuhan       | 60 kg  | 12º       |      |
| 2020 | Europei                  | Roma        | 60 kg  | 13º       |      |

## Altre competizioni internazionali
2020
- 10º nella lotta greco-romana 60 kg nella Coppa del mondo individuale ( Belgrado)

2021
- 16º nella lotta greco-romana 60 kg nel Torneo europeo di qualificazione olimpica ( Budapest)